# Simulium baracorne
Simulium baracorne är en tvåvingeart som beskrevs av John Smart 1944. Simulium baracorne ingår i släktet Simulium och familjen knott. Inga underarter finns listade i Catalogue of Life.